# Венец (област Бургас)
Вижте пояснителната страница за други значения на Венец.
Венец е село в Югоизточна България. То се намира в община Карнобат, област Бургас.

## История
Старото име на селото до 1934 година е Аладаглии. Най-ранните сведения за съществуването му се съдържат в турски регистър от 1518 година, където то е споменато като Ала-даглу от нахията Карин-овасъ (Карнобат).
В най-ранните османски документи от 16 век, в които фигурира селото, то е описано като изцяло турско и мюсюлманско. Ето защо това навежда на мисълта, че то е създадено от турски заселници, дошли в тази част на Тракия в периода 1370 – 1500 година.
Сведения за селото, под името Кечилю, с друго име Даглу, от нахията Карин-овасъ, има в турски регистри от 1530 година и от 1542 година, като в дефтера от 1542 г. то е посочено като „Даглу“ от нахията Карин-овасъ (Карнобат).
Под името „Аладагхли“(Aladaghli), Венец е отбелязано и в анонимна френска карта от 1600 г., изобразяваща пътя за столицата на Османската империя – Истанбул. Въпросната карта се съхранява във френската национална библиотека в Париж.
Сведения за Венец под името Ала даглъ има и в турски регистри от 1610 г. и 1731 г.

## Население

### Етнически състав
Преброяване на населението през 2011 г.
Численост и дял на етническите групи според преброяването на населението през 2011 г.:
|                     | Численост |
| Общо                | 251       |
| Българи             | 209       |
| Турци               | 5         |
| Цигани              | 30        |
| Други               | 4         |
| Не се самоопределят | 3         |
| Неотговорили        | -         |

## Културни и природни забележителности
Районът на с. Венец има традиции в лозарството и винарството. Всеки, който пътува по пътя Бургас – София, има възможността да се любува на прекрасно подредени и поддържани лозя. Това са частни лозя на местни винопроизводители, които имат сериозен принос за икономическото развитие на региона – те осигуряват работни места за населението не само на Венец, но и на околните села и градове. Модерният в днешно време винен туризъм се развива и тук, като по този начин се привличат любители, ценители и туристи от цялата страна и чужбина.